# Dicranomyia (Dicranomyia) tahanensis aphrophila
Dicranomyia (Dicranomyia) tahanensis aphrophila is een ondersoort van de tweevleugelige Dicranomyia (Dicranomyia) tahanensis uit de familie steltmuggen (Limoniidae). De ondersoort komt voor in het Oriëntaals gebied.